# Andrenosoma serratum
Andrenosoma serratum är en tvåvingeart som beskrevs av Hermann 1906. Andrenosoma serratum ingår i släktet Andrenosoma och familjen rovflugor. Inga underarter finns listade i Catalogue of Life.